# Enrico dal Covolo
brasão
Enrico dal Covolo SDB (5 de outubro de 1950) é um bispo católico e teólogo italiano, assessor do Pontifício Comitê para as Ciências Históricas desde 15 de janeiro de 2019. Anteriormente, foi reitor da Pontifícia Universidade de Latrão desde sua nomeação em 30 de junho de 2010 até 2 de junho de 2018. Além disso, ele também foi o postulador da causa de canonização do Papa João Paulo I de 2003 a 2016.

## Biografia
Enrico dal Covolo nasceu em Feltre, Itália. Fez o novitado em Albarè e emitiu os primeiros votos em 2 de outubro de 1973. Foi ordenado aos 29 anos, em Milão, em 22 de dezembro de 1979, como Salesiano de Dom Bosco.
Em 1986, dal Covolo foi transferido para a Visitadoria da Pontifícia Universidade Salesiana de Roma e nos anos seguintes. Dal Covolo teve vários cargos acadêmicos: professor de literatura cristã antiga e especialista em Padres da Igreja, reitor da faculdade de literatura entre 1993 e 2000 e entre 2000 e 2003 vice-reitor da Universidade.
Dal Covolo é membro do Pontifício Comitê para Ciências Históricas, consultor da Congregação para a Doutrina da Fé, membro da Comissão que trata das dispensas das obrigações sacerdotais e consultor da Congregação para o Clero.
Em 2003, dal Covolo foi nomeado pelo Reitor-Mor dos Salesianos, Pascual Chávez, como Postulador Geral para as Causas dos Santos da Família Salesiana. Dal Covolo é o segundo salesiano da Comissão de Arqueologia Sagrada - Antonio Baruffa foi confirmado por mais cinco anos.
De 21 a 27 de fevereiro de 2010, ele pregou os exercícios espirituais da Quaresma ao Papa Bento XVI e à Cúria Romana na capela Redemptoris Mater. Ele escolheu a vocação sacerdotal como tema das meditações.
Foi nomeado reitor da Pontifícia Universidade Lateranense, em 30 de junho de 2010, em substituição a Dom Salvatore Fisichella, que também servia até então como bispo auxiliar de Roma e como presidente da Pontifícia Academia para a Vida. Fisichella foi nomeado o primeiro presidente do Pontifício Conselho para a Promoção da Nova Evangelização.
Em reconhecimento às suas novas responsabilidades como Reitor da Pontifícia Universidade Lateranense, dal Covolo foi nomeado Bispo Titular de Heraclea em 15 de setembro de 2010. Tarcisio Bertone, Cardeal Secretário de Estado, foi o principal consagrador na Ordenação Episcopal.
Na terça-feira, 18 de setembro de 2012, dal Covolo foi nomeado pelo Papa Bento XVI para servir como um dos padres sinodais nomeados papalmente (como ordinário não diocesano, mas ainda membro episcopal, ele representará a Universidade) para o próximo mês de outubro 2012 13ª Assembleia Geral Ordinária do Sínodo dos Bispos sobre a Nova Evangelização.
Em 15 de janeiro de 2019, o Papa Francisco o nomeou assessor do Pontifício Comitê para as Ciências Históricas, uma nova função dentro do comitê.